# Aspourakès de Manazkert
Aspourakès de Manazkert ou Manazkertsi (en arménien Ասպուրակես Մանազկերտցի) est catholicos d'Arménie de 381 à 386.

## Biographie
Aspourakès appartient à la seconde famille ecclésiale arménienne (la première étant celle de Grégoire l'Illuminateur), descendant d'Albanios de Manazkert : il est en effet le frère de son prédécesseur, Zaven de Manazkert.
Il devient catholicos à la mort de ce dernier en 381, et le reste jusqu'en 386. Le siège catholicossal revient alors en 387 à la famille des Grégorides, en la personne de Sahak Ier le Parthe, fils de Nersès Ier le Grand.